# Bodzik nadmorski
Bodzik nadmorski (Beosus maritimus) – gatunek pluskwiaka z podrzędu różnoskrzydłych i rodziny brudźcowatych.

## Morfologia
Ciało osiąga długość od 6 do 7 mm. Głowa ma ciemne zabarwienie. Oczy złożone są duże, umieszczone po bokach głowy. Nasada czwartego członu czułków jest jasna. Przód przedplecza węższy niż głowa z oczami. Ubarwienie przedniej części przedplecza jest ciemnobrązowoczarne, tylnej zaś jasnobrązowe. Tarczka ma na ciemnym tle dwie podłużne smugi jasnej barwy oraz jasny wierzchołek. Półpokrywy mają na kliniku dużą plamę białego koloru z szerokim czarnym obwiedzeniem. Odnóża przedniej i tylnej pary o wierzchołkach ud szeroko zaczernionych, a pozostałej ich części jasnobrązowożółtej.

## Ekologia i występowanie
Owad ten zasiedla łąki i inne tereny otwarte o podłożu skalistym lub piaszczystym. Jest fitofagiem żerującym na opadłych na glebę nasionach różnych roślin, w tym wrzosu zwyczajnego, żarnowca miotlastego i bylicy polnej. Osobnikom dorosłym rzadko zdarza się wchodzić na rośliny zielne czy krzewy. Wydaje na świat jedno pokolenie w ciągu roku. Zimują imagines, wybierając w tym celu ściółkę.
W obrębie tego gatunku wyróżnia się 4 podgatunki:
- Beosus maritimus buyssoni Montandon, 1889 – znany z Francji, Niemiec i krajów Beneluksu[5]
- Beosus maritimus maritimus Scopoli, 1763 – rozprzestrzeniony od Makaronezji przez większą część Europy i Afrykę Północną po Turcję, Kaukaz, Lewant, Irak, Iran i Turkmenistan[5]
- Beosus maritimus ochraceus Wagner, 1949 – znany tylko z Włoch[5]
- Beosus maritimus sphragadimium (Fieber, 1861) – rozprzestrzeniony od Makaronezji przez Europę Zachodnią i Afrykę Północną po Bałkany i Turcję[5]